# Nina Herslev
Nina Karen Vibeke Herslev, född 8 maj 1904 i Vejle, Danmark, död 5 september 1974 i Hägersten, var en dansk-svensk mosaikkonstnär.
Hon var dotter till borgmästaren H.C. Ørstedt och hans hustru och från 1933 gift med arkitekten och konstnären Carl Gustav Herslev. Hon lärde sig mosaikläggningskonsten av sin man och under studieresor till Paris och Bryssel. Separat ställde hon ut i Köpenhamn för övrigt ställde hon ut tillsammans med sin man. Bland hennes offentliga arbeten märks mosaikarbetet De tre nappen för Kungliga Byggnadsstyrelsen i Stockholm, och ett mosaikbord för Degerfors kommun samt två figurer för Kolmårdens marmorbruk.  